# Kim Hyesoon
Kim Hyesoon (* 26. Oktober 1955 in Uljin, Kyŏngsangbuk-do) ist eine südkoreanische Lyrikerin.

## Leben
Kim Hyesoon wurde 1955 in Uljin, in der Provinz Nord-Kyŏngsang, geboren und studierte an der Kangwon National University und der Konkuk University koreanische Literatur. 1979 debütierte sie in der Zeitschrift Literatur und Intellekt (Munhak-kwa chisŏng) mit Rauchender Dichter (Tambae-rŭl p'iu-nŭn siin) und vier weiteren Gedichten, und gehörte somit zu den ersten Frauen, die in dieser Zeitschrift publizierten. Kim erlangte in den späten 90er Jahren große Bekanntheit. Sie war die erste Frau, die den renommierten Kim-Su-yŏng-Literaturpreis erhielt, den Midang-Literaturpreis, den Contemporary Poetry Award und den Daesan Literary Award erhielt. Außerdem wurde sie mit dem Griffin Poetry Prize (2019), dem Cikada Prize, dem Samsung Ho-Am-Preis für Kunst (2022), der Auszeichnung als U.K. Royal Society of Literature International Writer (2022) sowie dem National Book Critics Circle Award für Lyrik geehrt. Sie ist die erste ausländische Dichterpreisträgerin, die diese Auszeichnung erhalten hat.
Kims zentrale Themen sind die Emanzipation und das Hoffen auf Freiheit in der koreanischen Gesellschaft, Themen, die sie in ihren experimentellen, von Konventionen losgelösten Arbeiten äußert. Sie gehört zu den bekanntesten modernen Lyrikerinnen Koreas.
Sie ist Ehrenprofessorin am Seoul Institute of the Arts.

## Arbeiten (Auszug)

### Koreanisch
- 또 다른 별에서 (Von einem anderen Stern) (문학과지성사, 1981)
- 아버지가 세운 허수아비 (Die Vogelscheuche, die mein Vater aufstellte) (문학과지성사, 1985)
- 어느 별의 지옥 (Hölle eines Sterns) (청하, 1988)(문학동네, 1997) ISBN 89-8281-046-3
- 우리들의 음화 陰畵 (Unser Negativbild) (문학과지성사, 1990)
- 나의 우파니샤드, 서울 (Meine Upanishad, Seoul) (문학과지성사, 1994) ISBN 89-320-0689-X
- 불쌍한 사랑 기계 (Bemitleidenswerte Liebesmaschine) (문학과지성사, 1997) ISBN 89-320-0915-5
- 달력 공장 공장장님 보세요 (Schau her, Kalenderfabrikdirektor) (문학과지성사, 2000) ISBN 89-320-1159-1
- 한 잔의 붉은 거울 (Ein Glas roter Spiegel) (문학과지성사, 2004) ISBN 89-320-1495-7
- 당신의 첫 (Dein Erstes) (문학과지성사, 2008)
- 슬픔치약 거울크림 (Trauer-Zahnpasta, Spiegel-Creme) (문학과지성사, 2011) ISBN 978-89-320-2241-3
- 피어라 돼지 (blühen, Schwein)(문학과지성사, 2016) ISBN 9788932028507
- 죽음의 자서전 (Autobiographie des Todes) (문학실험실, 2016) ISBN 979-11-956227-1-9
- 날개 환상통 (Flügel Phantomschmerz) (문학과지성사, 2017) ISBN 9788932035307
- 지구가 죽으면 달은 누굴 돌지? (Wenn die Erde stirbt, wen umkreist der Mond?) (문학과지성사 2022) ISBN 9788932039985

### Übersetzungen

#### Deutsch
- Autobiographie des Todes S.FISCHER 2024 ISBN 978-3-10-397684-7

#### Englisch
- When the Plug Gets Unplugged (Tinfish, 2005)
- Anxiety of Words (Zephyr, 2006) ISBN 978-0939010875
- Mommy Must Be a Fountain of Feathers (Action Books, 2008) ISBN 978-0979975516
- All the Garbage of the World, Unite! (Action Books, 2011) ISBN 978-0983148012
- Sorrowtoothpaste Mirrorcream (Action Books, 2014) ISBN 978-0989804813
- I'm O.K, I'm Pig (Bloodaxe, 2014) ISBN 978-1780371023
- Poor Love Machine (Action Books, 2016) ISBN 978-0-900-57575-4
- Autobiography of Death (New Directions, 2018) ISBN 978-0811227346
- A Drinking of Red Mirror (Action Books, 2019), ISBN 978-0900575808
- Phantom Pain Wings (New Directions, 2023), ISBN 978-0811231718
- Phantom Pain Wings (And Other Stories, 2024), ISBN 9781916751200

## Auszeichnungen
- 2025 – Internationaler Literaturpreis – Haus der Kulturen der Welt für Autobiographie des Todes[4]
- 2025 – Mitglied der American Academy of Arts and Sciences
- 2023 – National Book Critics Circle Award
- 2022 – Royal Society of Literature
- 2022 – Ho-Am-Preis
- 2021 – Cikada Prize
- 2019 – Griffin Poetry Prize
- 2008 – Taesan-Literaturpreis
- 2006 – Midang-Literaturpreis
- 2000 – Preis für moderne Lyrik
- 2000 – Sowŏl-Lyrikpreis
- 1997 – Kim-Su-yŏng-Literaturpreis